# Samson Lee
Samson Lee (nacido en Llanelli el 20 de noviembre de 1992) es un jugador de rugby británico que juega con la selección de Gales en la posición de pilier. Actualmente (2015) juega para los Scarlets, habiendo jugado previamente para Llanelli y Ammanford.
Lee representó a Gales en la categoría sub-20 y en octubre de 2012 fue llamado a la selección absoluta para los internacionales de otoño. Hizo su pleno debut internacional contra Argentina el 16 de noviembre de 2013 como reemplazo en la segunda parte. 
Seleccionado para jugar la Copa Mundial de Rugby de 2015, salió en el primer encuentro, una victoria contra Uruguay 54-9. Al cuarto de hora del comienzo, anotó un ensayo.